# Пруст, Марсель
Валенте́н Луи́ Жорж Эже́н Марсе́ль Пруст (фр. Valentin Louis Georges Eugène Marcel Proust; 10 июля 1871, Париж — 18 ноября 1922, Париж) — французский писатель, новеллист и поэт, романист, представитель модернизма в литературе.
Получил всемирную известность как автор семитомной эпопеи «В поисках утраченного времени» (фр.  À la recherche du temps perdu), одного из самых значительных произведений мировой литературы XX века. Кавалер Ордена Почётного легиона (1920).

## Биография
Марсель Пруст родился в районе Отёй (фр. Auteuil, пригород Парижа; ныне его XVI округ) 10 июля 1871 года в доме двоюродного дяди Луи Вейля, через два месяца после окончания франко-прусской войны. Его отец, Адриан Пруст — выдающийся врач-эпидемиолог и патолог, профессор медицинского факультета, занимался поисками средств предотвращения распространения холеры в Европе и Азии; был советником французского правительства по борьбе с эпидемией; автором многочисленных статей и книг по медицине и гигиене. Мать, Жанна Вейль — дочь еврейского биржевого маклера.
Весной 1880 года, в возрасте 9 лет Пруст испытал первый приступ астмы, с которой боролся на протяжении всей жизни.

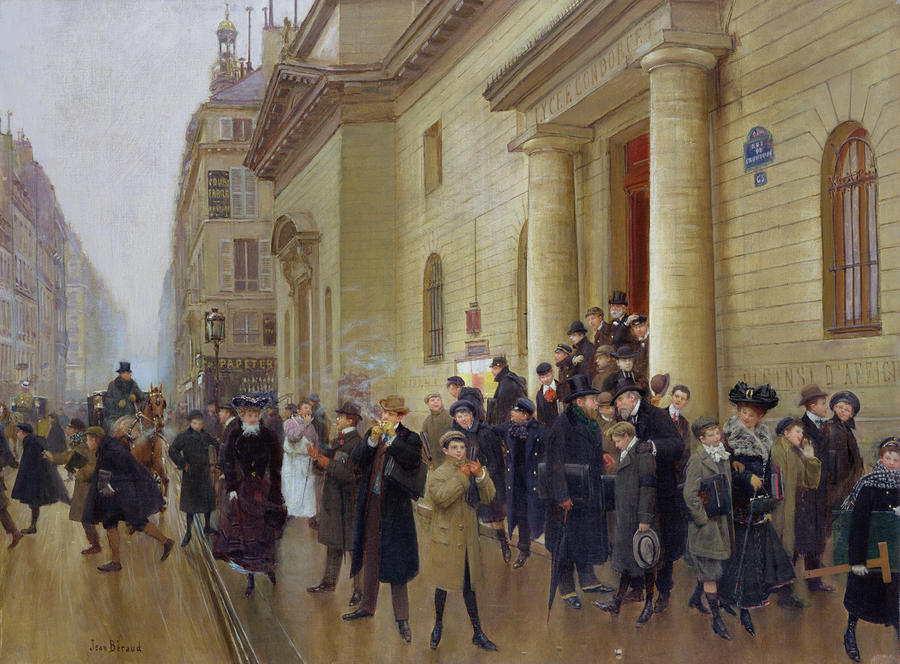
Жан Беро, «Выход из Лицея Кондорсе»

В 1882 году Пруст поступил в лицей Кондорсе. Часто отсутствовал. Выпускные экзамены на звание бакалавра сдал в июле 1889 года и был особо отмечен за сочинение по французскому. В лицее Пруст познакомился с Жаком Бизе, сыном композитора, Люсьеном Доде, сыном романиста, с будущим художником-модернистом Морисом Дени и с будущим поэтом Фернаном Грегом (1873—1960).
Вскоре Пруст стал посещать модные литературные и художественные салоны. Учился на юридическом факультете Сорбонны, но курса не окончил. Вёл отдел салонной хроники в газете «Фигаро». Из парижских салонов особую роль в жизни Пруста сыграли три: салон госпожи Штраус (Женевьева Галеви, 1849—1926), вдовы Бизе; салон госпожи де Кайаве, возлюбленной Анатоля Франса; салон Мадам Лемер.
С ноября 1889 года в течение года проходил военную службу в Орлеане. В начале 1892 года Пруст с друзьями основал журнал «Пир». В 1894 году опубликовал книгу стихов в прозе в декадентском стиле. Книга осталась почти незамеченной, а Пруст обрёл репутацию светского человека и дилетанта. В июне 1895 года поступил на работу в библиотеку Мазарини, но тут же взял отпуск «за свой счёт», который непрерывно продлевал до 1900 года.
В 1895 году Пруст начал писать большой роман, многие сюжетные линии которого были повторены в «Поисках…». Это был «Жан Сантёй», работа над которым прервалась в 1899 году и была окончательно оставлена.
В 1896 году Пруст издал сборник новелл «Утехи и дни» (с предисловием Анатоля Франса и иллюстрациями госпожи Лемер). Поэт и романист Жан Лоррен встретил книгу разгромной рецензией, ставшей причиной дуэли между писателем и критиком. Дуэль состоялась в феврале 1897 года в юго-западном пригороде Парижа, Мёдоне. Секундантом со стороны Пруста был его друг, художник-импрессионист Жан Беро.

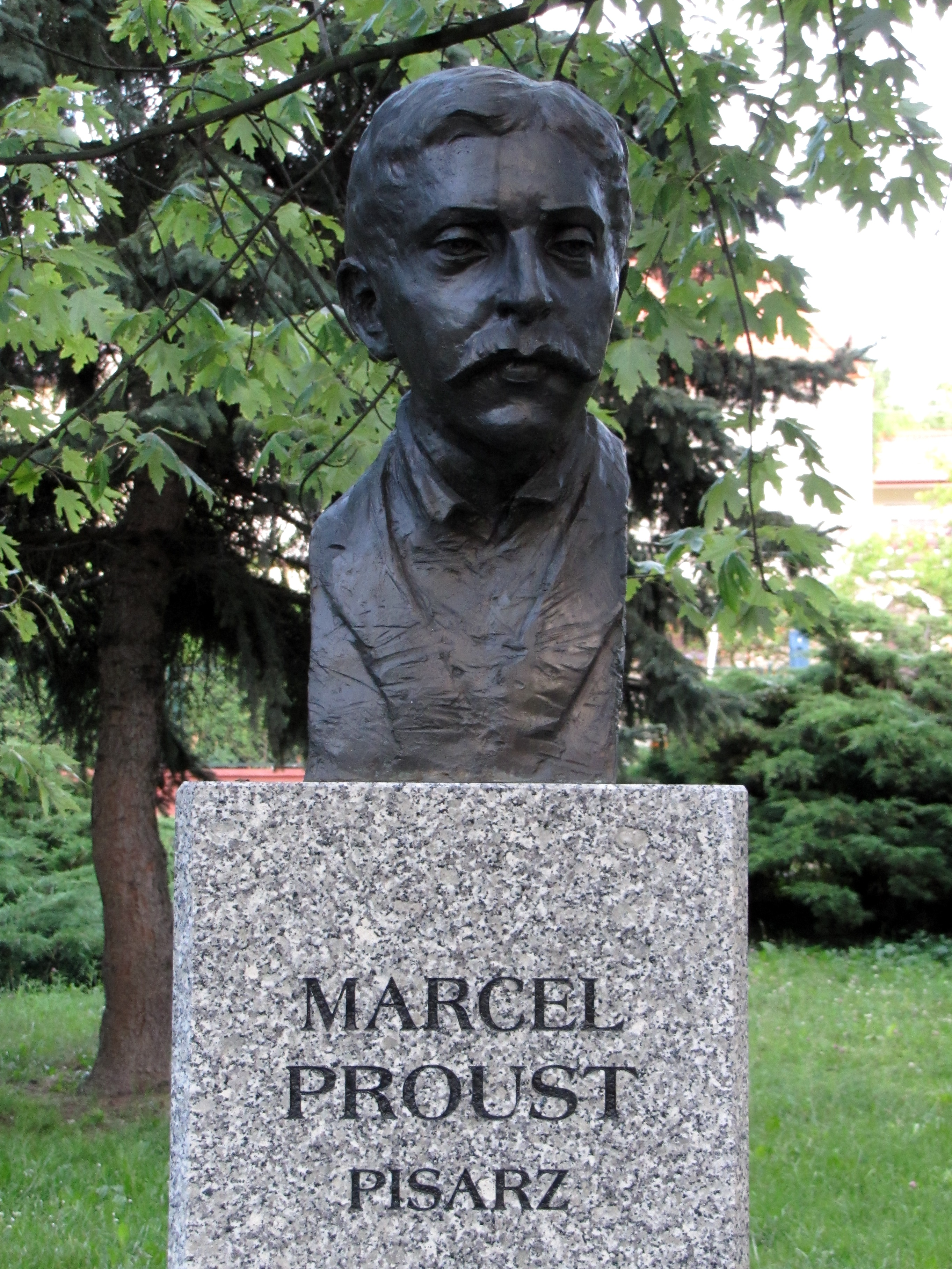
Бюст Марселя Пруста в Кельце, Польша

Активное участие в политической жизни Пруст принял лишь однажды, в период «дела Дрейфуса». Он подписал воззвание деятелей культуры о пересмотре приговора, уговорил Анатоля Франса также подписать этот текст. В феврале Пруст присутствовал на процессе Золя.

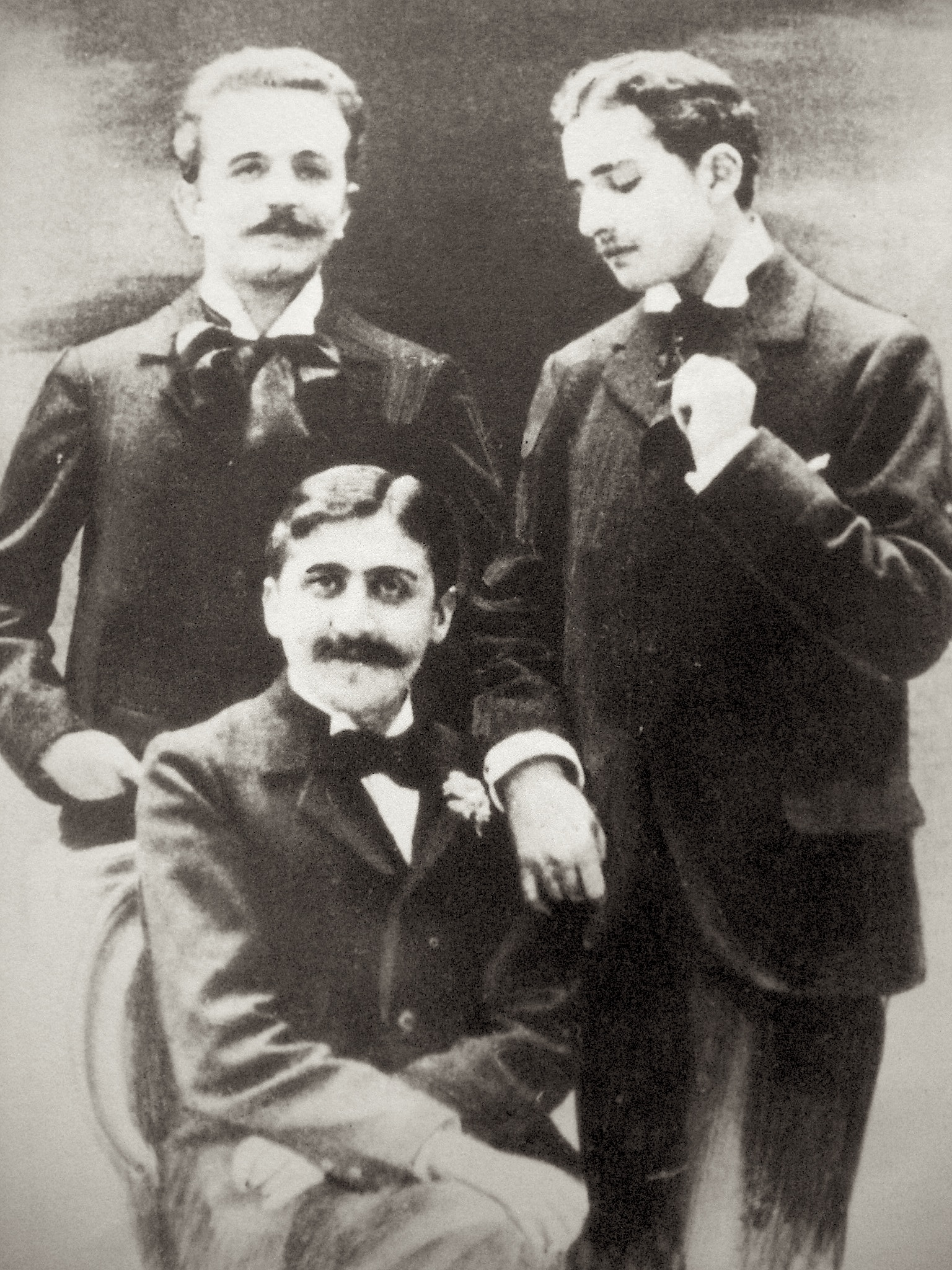
Фотография, шокировавшая мать Пруста: Марсель Пруст (сидит), Роберт де Флер (слева) и Люсьен Доде (справа), ок. 1894 года.

Пруст был англофилом, что нашло отражение в его произведениях. Переводил литературные произведения с английского на французский. В 1904—1906 годах Пруст выпустил переводы книг английского художественного критика Джона Рёскина «Библия Амьена» и «Сезам и лилии».
В 1903 году умер отец, а в сентябре 1905-го — горячо его любившая мать. Пруст получил богатое наследство, но тяжёлая форма астмы вынудила его вести с 1906 года затворнический образ жизни. В самом конце 1906 года Пруст переселился с улицы Курсель (где семья жила с 1900 года) на Бульвар Осман, в квартиру только что умершего дяди Жоржа. В годы Первой мировой войны субсидировал содержание публичного дома для гомосексуалов. По мнению многих биографов, Марсель Пруст сам являлся гомосексуалом.
Около 1907 года начал работу над основным своим произведением — «В поисках утраченного времени». К концу 1911 года первая версия «Поисков…» была завершена. В ней было три части («Утраченное время», «Под сенью девушек в цвету» и «Обретённое время»), книга должна была уместиться в двух объёмистых томах. В 1912 году она называлась «Перебоями чувства». Пруст не мог найти издателя, который согласился бы опубликовать её. В конце года отказы прислали издательства «Фаскель» и «Нувель ревю франсез» («Галлимар»), а в начале следующего пришёл отказ от «Оллендорфа». Издателем стал Бернар Грассе. Он выпустил книгу (за счёт автора), но потребовал сократить рукопись.

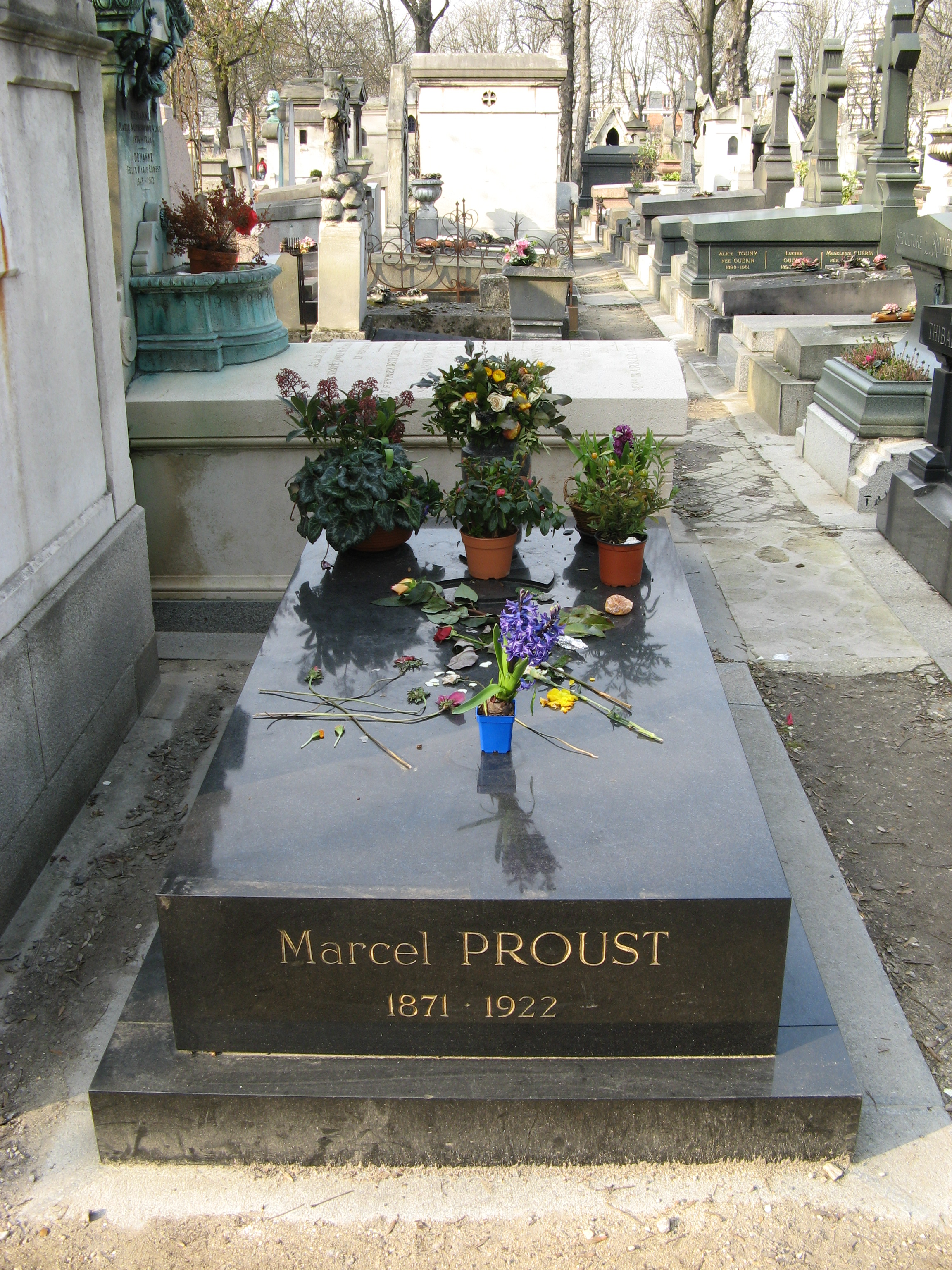
Надгробие на кладбище Пер-Лашез

Роман «По направлению к Свану» вышел в ноябре 1913 года и был встречен прохладно и читателями, и критикой. Начавшаяся война, уход Грассе на фронт и закрытие издательства (хотя уже набирался второй том) вынудили Пруста продолжить работу. Три части превратились в пять — «По направлению к Свану», «Под сенью девушек в цвету», «У Германтов», «Содом и Гоморра» (которая распалась на собственно «Содом и Гоморру», в двух частях, «Пленницу» и «Беглянку») и «Обретённое время». В 1919—1927 годах издательство «Галлимар» выпустило все остальные тома.
Хотя Пруст считал, что в 1918 году завершил книгу, он продолжал усиленно работать и править её до последнего дня своей жизни.
За роман «Под сенью девушек в цвету» 10 декабря 1919 года Прусту была присуждена Гонкуровская премия.
Осенью 1922 года, возвращаясь из гостей, писатель простудился и заболел бронхитом. В ноябре бронхит перешёл в воспаление лёгких.
Марсель Пруст скончался в Париже 18 ноября 1922 года. Похоронен на кладбище Пер-Лашез.

## Творчество

### Раннее творчество

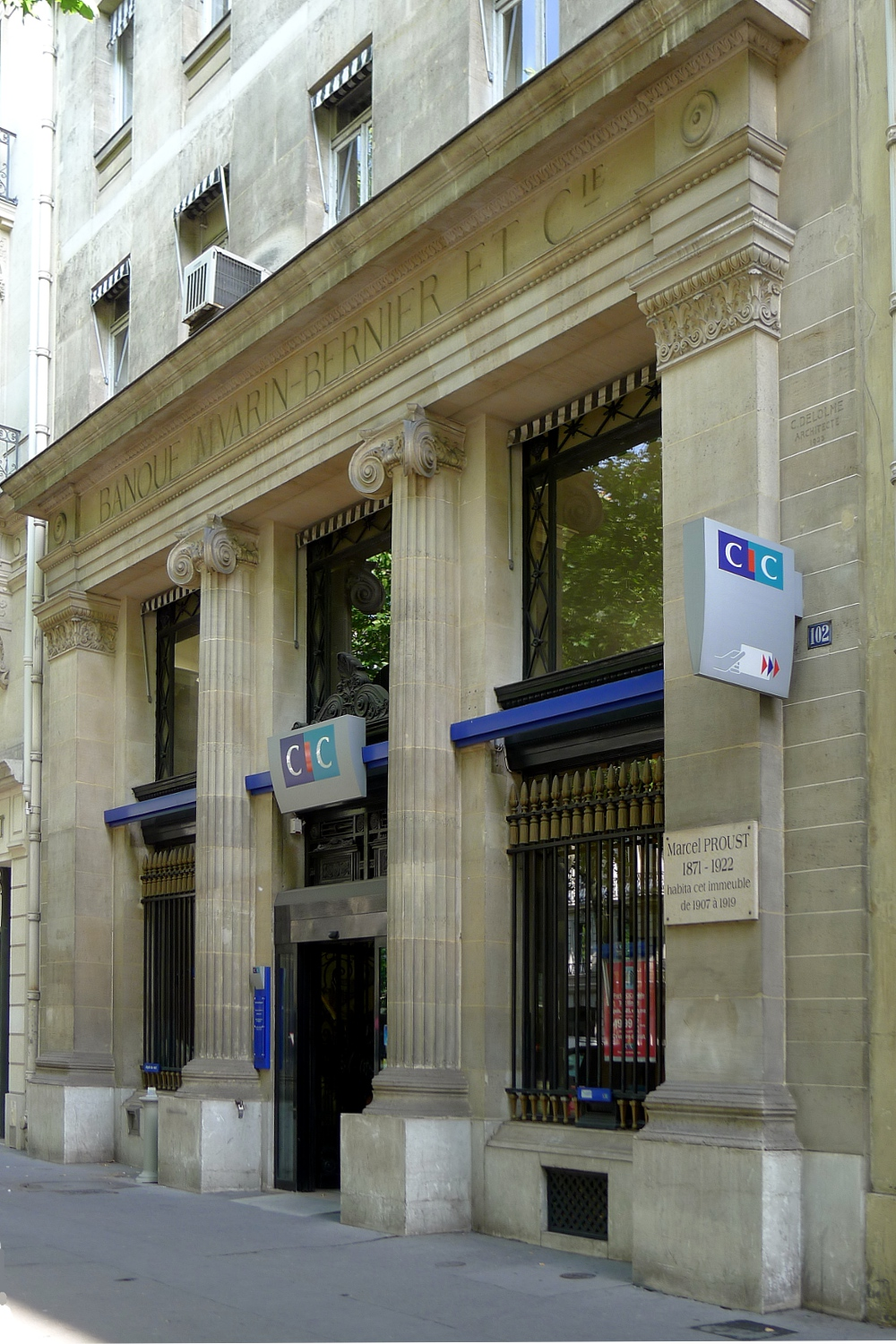
Бульвар Осман, 102. Париж. Здесь Пруст жил с 1907 по 1919 год

Пруст рано начал писать и публиковаться. Ещё в школе он публиковался в литературных журналах La Revue verte и La Revue lilas. С 1890 по 1891 Пруст вёл колонку салонной хроники в журнале Le Mensuel. С 1892 печатался в Le Banquet (Пир), который он создал вместе с друзьями, а также в престижном журнале La Revue Blanche.
В 1896 вышел сборник рассказов и стихов «Утехи и дни» (в названии содержится отсылка к поэме «Труды и дни» Гесиода), созданный на основе этих ранних публикаций. Предисловие к книге написал Анатоль Франс, рисунки сделала Мадлен Лемер, в салоне которой Пруст был частым гостем. Книга была так роскошно оформлена, что обошлась в два раза дороже, чем другие подобные книги.
В том же году Пруст начал работать над романом, который был издан только в 1952 году под названием «Жан Сантёй». Многие из тем, затронутых в этом незаконченном романе, Пруст позже развил в своём цикле «В поисках утраченного времени», включая тему таинственности времени и необходимости размышлений. Портрет родителей в «Жане Сантёе» довольно жёсткий, резко контрастирующий с тем обожанием, с которым он описал родителей в своём главном произведении. Из-за того, что «Утехи и дни» получили плохой приём, а также из-за трудностей с построением сюжета, Пруст в 1897 году постепенно забрасывает работу над романом, а в 1899-м полностью прекращает над ним работать.
С 1895 года Пруст провёл несколько лет за чтением Томаса Карлейля, Ральфа Эмерсона и Джона Рёскина. Благодаря этому чтению Пруст начал оттачивать собственные теории искусства и роли художника в обществе. Пруст принял принцип «верности природе» Рёскина. Работы Рёскина были так важны для Пруста, что он утверждал, что знает наизусть некоторые из них, включая «Семь светочей архитектуры», «Библия Амьена» и «Praeterita».

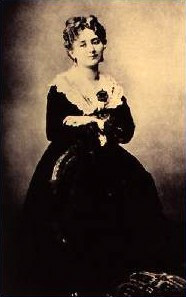
Госпожа де Кайаве, прототип госпожи Вердюрен

Пруст собирался перевести два труда Рёскина на французский, но его знание английского было несовершенным. Поэтому он сделал этот перевод коллективным: наброски были сделаны его матерью, проверены Прустом, затем Мари Нордлингер, английской кузиной его друга Рейнальдо Ана, и затем опять Прустом. На недовольство редактора таким методом Пруст ответил: «Я не утверждаю, что знаю английский, я утверждаю, что знаю Рёскина». «Библия Амьена» с обширным вступлением Пруста была издана на французском в 1904 году. Анри Бергсон назвал вступление Пруста «важным вкладом в психологию Рёскина» а также похвалил качество перевода. К тому времени Пруст уже переводил «Сезам и лилии», который он закончил в июле 1905 года, перед самой смертью матери, и опубликовал в 1906. Критики и историки литературы считают, что кроме Рёскина на Пруста повлияло творчество Сен-Симона, Монтеня, Стендаля, Флобера, Джорджа Элиота, Достоевского и Толстого.

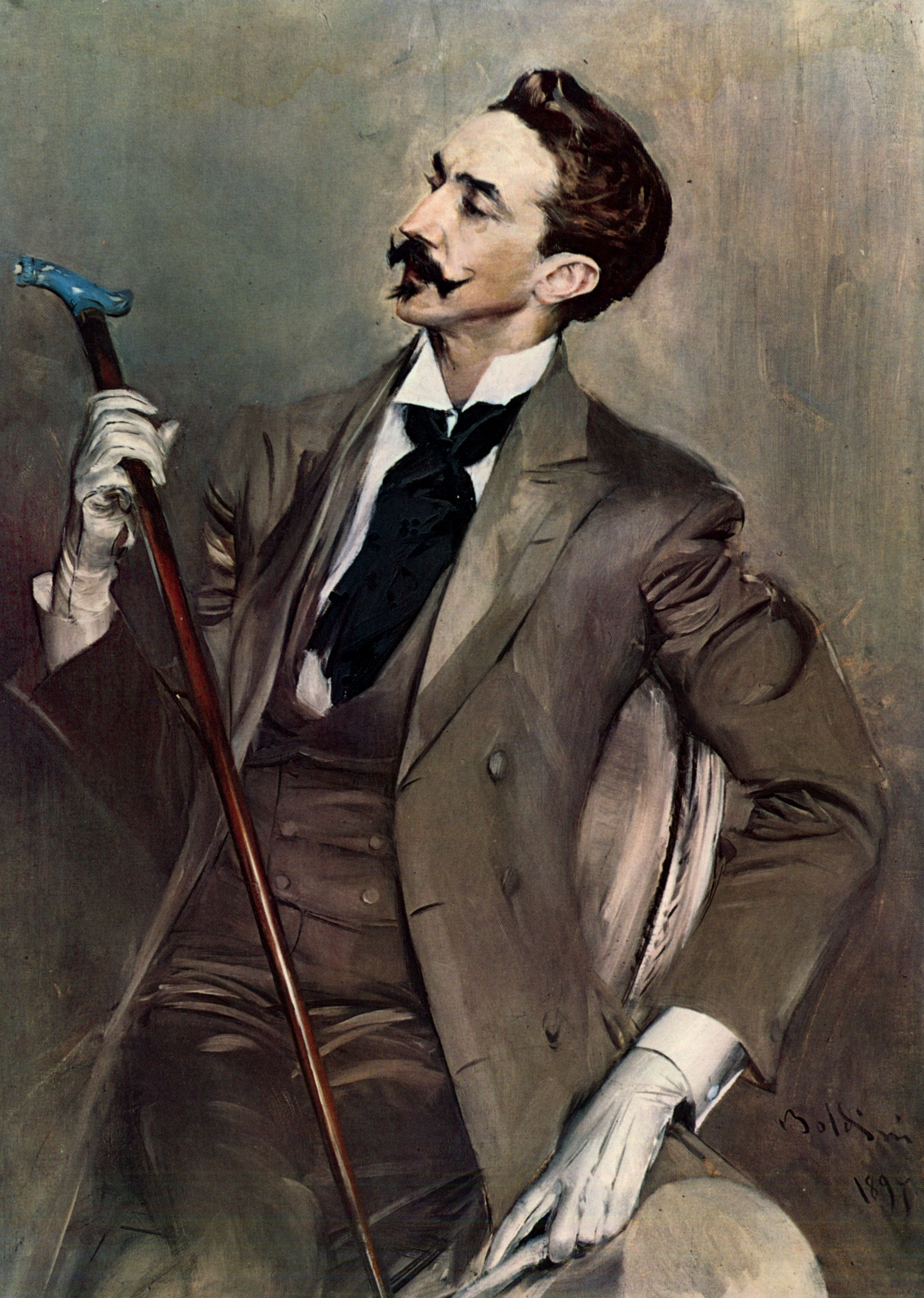
Робер де Монтескью, прототип Барона де Шарлю

1908 год был важным для формирования Пруста как писателя. В первой половине года он опубликовал в различных журналах пародии на других писателей. Эти упражнения в подражании позволили Прусту отточить свой собственный стиль. Также весной и летом этого года Пруст работает над несколькими отрывками, которые он позже объединил в сборник «Против Сент-Бёва». Пруст описал свою работу в письме к другу: «У меня в работе: исследование о дворянстве, Парижском романе, эссе о Сент-Бёве и Флобере, эссе о женщинах, эссе о гомосексуальности (которое будет непросто опубликовать), исследование о витражах, о надгробиях, исследование о романе».
Из этих разрозненных фрагментов Пруст начал создавать роман. Грубые наброски сосредоточились на главном герое, который, страдая бессонницей, вспоминает детство, и то, как он ждал прихода матери по утрам. Роман должен был заканчиваться критикой Сент-Бёва и опровержением его теории о том, что биография автора является самым важным инструментом для понимания его творчества. Проблемы с поиском издателя, а также изменение замысла романа вынудили Пруста переключиться на другой проект, и в 1910 году он начал работу над своим главным трудом, «В поисках утраченного времени».

### В поисках утраченного времени
Начатый в 1909 году цикл «В поисках утраченного времени» состоит из семи романов, в которых участвует около 2 500 персонажей. Грэм Грин назвал Пруста лучшим романистом XX века, а Сомерсет Моэм назвал роман «лучшим художественным произведением на сегодняшний день». Пруст умер, не успев отредактировать последние тома произведения, три из них вышли посмертно и были отредактированы его братом Робером.
В СССР в 30-е годы вышли первые четыре тома цикла в переводе Адриана Франковского. В 90-е годы в России была опубликована вся эпопея — первые шесть томов в переводе Николая Любимова, (первый том — «По направлению к Свану» в его переводе вышел ещё в 1973 г.), последний том — в переводе А. И. Кондратьева, затем — в переводе А. Смирновой. В 2000-х годах опубликованы переводы первых трёх томов цикла в переводе Елены Баевской.

## Феномен Пруста
«Феноменом Пруста» исследователи назвали процесс обретения воспоминаний через запахи. Такое название обусловлено тем, что во многих произведениях Пруста персонажи с помощью запахов вспоминают ассоциированные с ними события, например, так делает главный герой романа «В поисках утраченного времени».
К 2012 году «феномен Пруста» в качестве художественного приёма использовали писатели самых разных жанров, в результате он стал литературным топосом.

## Основные произведения

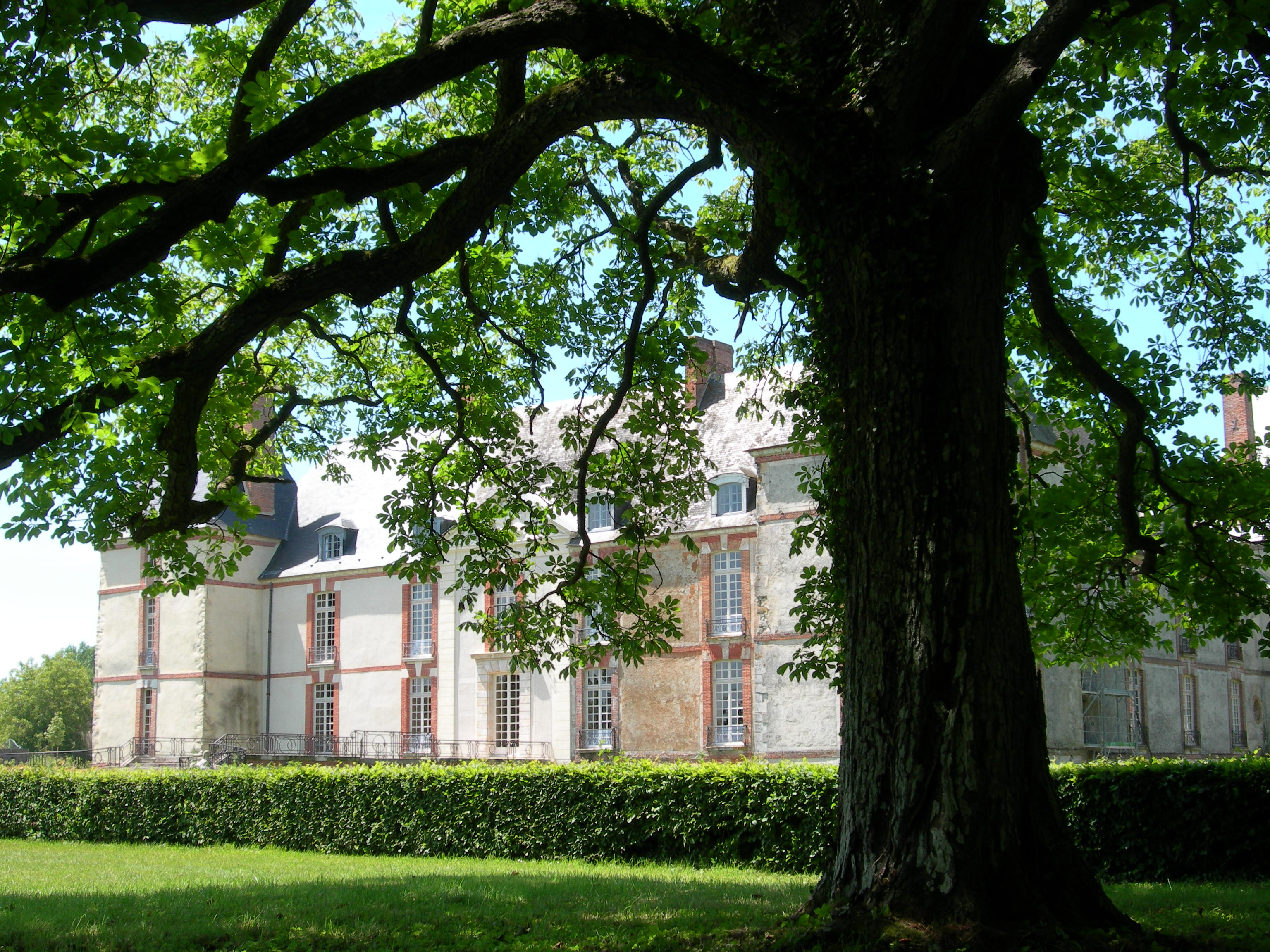
Ревейон: усадьба Мадам Лемер, где Пруст провёл лето 1894 года и месяц в 1895 году, описываемая в «Жан Сантёй» и у Мадам Вердюрен во «В поисках утраченного времени»

- 1896 — Утехи и дни (фр. Les Plaisirs et les Jours)
- 1896 — 1899 — Жан Сантёй (фр. Jean Santeuil)
- 1908 — 1909 — Против Сент-Бёва (фр. Contre Sainte-Beuve)
- Цикл «В поисках утраченного времени» (фр. À la recherche du temps perdu):
  - ноябрь 1913 — По направлению к Свану (фр. Du côté de chez Swann).
  - 1918 — Под сенью девушек в цвету (фр. À l’ombre des jeunes filles en fleurs)
  - 1920 — 1921 — У Германтов (фр. Le côté de Guermantes I et II)
  - 1921—1922 — Содом и Гоморра (фр. Sodome et Gomorrhe I et II)
  - 1923 — Пленница (фр. La prisonnière)
  - 1925 — Беглянка (фр. Albertine disparue)
  - 1927 — Обретённое время (фр. Le Temps retrouvé)

## Экранизации
- 1981: Селеста, режиссёр Перси, Адлон
- 1984: Любовь Свана, режиссёр Фолькер Шлёндорф
- 1999: Обретённое время, режиссёр Рауль Руис
- 2000: Пленница, режиссёр Шанталь Акерман
- 2011: В поисках утраченного времени, режиссёр Нина Компанеец

## Факты

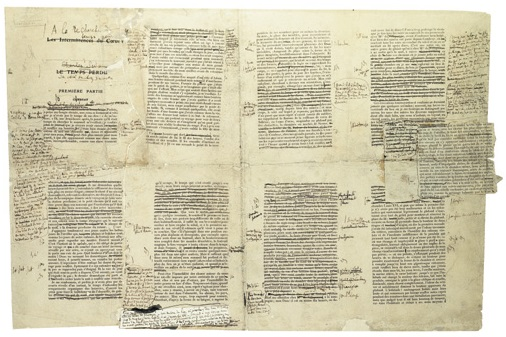
Гранки «По направлению к Свану» с правкой автора

- Гранки первого издания романа «По направлению к Свану» с правкой автора на аукционе Кристи были проданы в июле 2000 за 663 750 фунтов стерлингов (1 008 900 долларов), что является рекордной суммой для рукописи французской литературы[17].
- В 1999 году две крупнейшие сети книжных магазинов Франции провели среди своих покупателей опрос с целью выявить 50 лучших произведений XX века. Под номером 2 в этом списке фигурировал роман «В поисках утраченного времени» (на первом же месте расположился роман «Посторонний» Альбера Камю)[18].
- В честь Пруста назван кратер на Меркурии.
- Существует так называемый «опросник Марселя Пруста». Во второй половине XX века на телевидении многих стран мира телеведущие, приглашающие в свои программы известных людей, в конце встреч задавали им вопросы из этого опросника. В России Владимир Познер продолжает эту традицию в программе «Познер».
- Писатель был тонким ценителем музыки. 1 июля 1907 года Марсель Пруст организовал званый ужин и концерт. Он сам выбрал музыкальную программу из своих любимых миниатюр для фортепиано (и скрипки и фортепиано), в которую вошли произведения композиторов эпохи романтизма и классицизма: Форе, Шопена, Бетховена, Франца Листа, Роберта Шумана и Эмманюэль Шабрие. Единственным сочинением в стиле барокко стали «Таинственные баррикады» Франсуа Куперена.

## Книги современных художников о Прусте
- Serge Chamchinov, Marcel Proust. Incipit, Dives-sur-mer, 2008. Книга художника, в основу которой положен текстологический анализ первой фразы романа В поисках утраченного времени, шести рукописных вариантов. Оригинал, формат 270×345 мм, тушь, пастель.
- Anne Arc, Marcel Proust, Dives-sur-mer, 2009. Format carré 305×305 mm, collection «Laboratoire du livre d’artiste», section «Temps», conception «minimalisme», 12 linogravures d’Anne Arc, titre imprimé sur couverture, Canson noir 160g/m2, 12 exemplaires lettrés.
- Daniel Hees, Lindenblüten, Köln, 1984. Radierschnipsel. 43x57cm. Hahnemühle-Büttenkarton 300g/m², 80 exemplaren.
- Marja Scholtens, A la recherche, Rotterdam, 2009. 18,5x19,5 cm. Japon-simili 80g/m². Bilingue (français/néerlandais) 75 exemplaires.